# كلية العلوم ببنزرت
كلية العلوم ببنزرت (بالفرنسية: Faculté des Sciences de Bizerte) هي كلية دراسات بحثية وعلمية تتبع جامعة قرطاج وتخضع لإشراف وزارة التعليم العالي والبحث العلمي. توجد بمدينة بنزرت التونسية وتتميز بكمية الطلبة الذين يتوافدون عليها لإعتبارها قطبا ذو أهمية في الدراسات العلمية والبيولوجية. تتمثل فيها عديد الإختصاصات كباقي الكليات على غرار الإختصاص العلمي للدراسات المحيط الأرضي والحي بما في ذلك دراسات بيولوجية عميقة شهدتها هذه الكلية التي تتميز برونق خاص عن جميع كليات البلاد التونسية من حيث جودة التعليم ومعاملة الطلبة.تأسست كلية العلوم ببنزرت عام 1990 (وفقا للقانون رقم 106 الصادر في 26 نوفمبر 1990) وقد حلت محل المدرسة العليا العادية التي تم إنشاؤها عام 1956 في تونس وتم نقلها إلى بنزرت في أكتوبر 1980.